# 領航人
領航人又稱尋路人，為玻里尼西亞傳統航海中，重要的角色，也是航海技術、知識經驗的傳承者。從玻里尼西亞世界的基本元素：風、海浪、雲、星、太陽、月亮、鳥、魚，還有海本身，在不借助羅盤及現代導航科技下，透過判讀所有自然現象的意涵以及親身經驗、測試假說來學習航海技術。:55~56玻里尼西亞的傳統航海技術，是以口述傳統將所有航海知識儲藏在記憶中，一代傳一代。他們毋須借助文字，沒有航海日誌、筆記或圖表，也沒有計速器、手錶及羅盤，以傳統的雙身獨木舟航行。整趟大海航程所需要的資料是風、海流、方向、距離、時間，包括取得這些資料的時間順序，都必須刻畫在領航人的腦海中，由於避免迷航，領航人必須時時刻刻注意所有的變化，因此在整段航程中幾乎不曾入眠。必須獨自專心坐在船尾高處，不受其他船員干擾或是其餘瑣事，只需全心追蹤。:

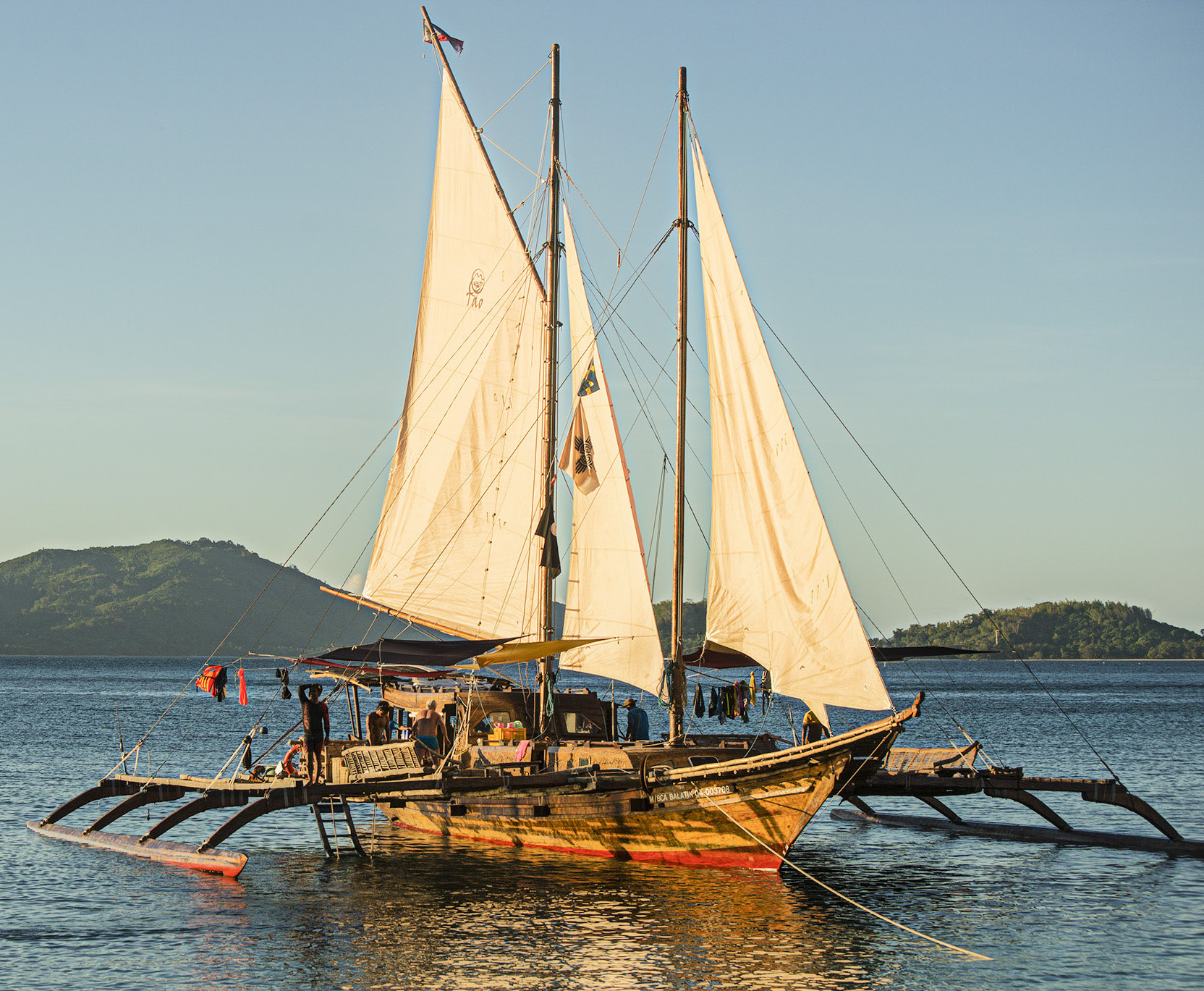
傳統雙身獨木舟

## 判讀氣候

### 雲
雲的型態，包括形狀、顏色、性格、以及在天空的位置提供領航人線索，判讀雲的動向，它顯示著風的強度及方向、天空的穩定度還有暴風雨鋒面的程度。對於雲的各種型態，擁有完整對於各種雲的命名系統，去描述聚集在群島上方的各種雲。:

### 光線
光線將會透露許多訊息給領航人，透過光線的質地、天空的顏色來判斷濕度，月亮、星星的光暈、顏色變化，太陽的光線與陰影在海面上的移動，是判斷是否有暴風雨即將來襲或風平浪靜的預兆。:

### 動物
野生動物也是領航人氣象預報，透過觀察海中魚的游動，以及海鳥的飛行就可判斷是否有暴風雨或是風平浪靜。例如若鯊魚慵懶的游動，或是海豚游進遮蔽水域；一隻鳥從鳥群中落單，這些現象表示會也暴風雨。而軍艦鳥若飛翔在海上，表示會風平浪靜。:

## 判讀方位

### 動物
領航人依靠觀察野生動物便可判斷船隻所在位置及與附近島嶼的距離。例如海燕和燕鷗每天會離巢飛行固定的距離與時間，路徑與羅盤的方位一樣精準。白燕鷗最遠只能飛行六十五公里，而鰹鳥則只能飛行四十公里，領航人便依據這些鳥類，來判讀在方圓公里內一定有陸地存在。::

### 星辰
領航人必須熟知天空中所有的星宿及星座，及它們在天空行進的軌跡，東升西落的時間及位置，對他們來說天空就是三百六十度的羅盤儀。::
| Mau Piailug 的星羅盤                             | Mau Piailug 的星羅盤                                                              |
| 星羅盤僅在陸地上教導、傳承技術使用，不攜帶上船。 | 星羅盤僅在陸地上教導、傳承技術使用，不攜帶上船。                                  |
| 名稱對照                                         | 名稱對照                                                                          |
| 薩塔瓦爾語名稱                                   | 天文名稱                                                                          |
| ------------------------------------------------ | --------------------------------------------------------------------------------- |
| Tupul                                            | 西                                                                                |
| Tan                                              | 東                                                                                |
| Wuliwulifasmughet                                | 北極星                                                                            |
| Mailapailefung                                   | 小熊座                                                                            |
| Wylur                                            | 北斗星                                                                            |
| Igulig ("Whale")                                 | 1) 仙后座 2) 仙女座 γ星&β星（又稱奎宿九） 3) 婁宿三 (白羊座α星)&婁宿一(白羊座β星) |
| Murn                                             | 織女一                                                                            |
| Marigaht                                         | 昴宿星團                                                                          |
| Uul                                              | 畢宿五                                                                            |
| Paiifung                                         | 河鼓三（天鷹座γ）                                                                 |
| Mailap                                           | 河鼓二（天鹰座α）俗稱牛郎星                                                       |
| Paiyur                                           | 河鼓一（ 天鷹座β）                                                                |
| Earlier                                          | 獵戶座                                                                            |
| Sarapool                                         | 烏鴉座                                                                            |
| Tumur                                            | 天蠍座                                                                            |
| Mesario                                          | 房宿四 （天蠍座β）&星宿二（天蠍座α）                                              |
| Luubw                                            | 南十字座（上升或下沉）                                                            |
| Machemeias                                       | 南十字座（東南地平線45度）                                                        |
| Wuliwuliluubw                                    | 南十字座（直立）                                                                  |
| Machemelito                                      | 南十字座（西南偏西45度）                                                          |

### 海洋
在雲霧遮蔽天空及海平面時，領航人只能靠著對海水的感覺引導船隻航行，必須能夠分辨浪潮的起伏究竟是由氣候造成的，或是由海平面遠方的壓力所形成，靠著觀察浪潮拍打船隻的狀態和聲音，以及從船隻顛簸、搖晃程度，就能知道海平面的彼方是否有島嶼，也由於每個島嶼因地形不同而都有其獨特的波浪折射模式，因此便可判斷是什麼地形樣貌的島嶼。領航人也會觀察及測量海浪泡沫穿過船隻所需的時間來判斷航行速度。::

## 代表人物
- Mau Piailug曾說：「如果你讀懂了海，如果你能在心中看見島嶼，就永遠不會迷航。」[1]:
- Nainoa Thompson曾說：「那便是我們前往航行的理由。我的孩子因此得以長大，並以自己的身份為榮。我們與祖先重新連結，已治癒自己的靈魂。在航行中，我們從古老故事的傳統不斷創作出新故事。我們確實在舊文化建立新文化。」[1]:

## 引用、參考資料
1. 1 2 3 4 5 6 7 8 9 10  偉德·戴維斯（Wade Davisl）. . 新北市: 遠足文化. 2012: 39、55~56、58、61~63頁.
2. 1 2 3 4  傅君. . 台東市: 台灣史前博物館. 2012: 74~85、88~113頁.
3. ↑  Polynesian Voyaging Society 2010b and Ryman 1993
4. ↑  . 國家地理雜誌中文網.   [2020-05-05]. （原始内容存档于2021-01-20）.
5. ↑  . Online Star Register.   [2020-05-05]. （原始内容存档于2021-02-15） （中文（臺灣））.